# Ixobrychus eurhythmus
El avetorillo manchú o mirasol manchú (Ixobrychus eurhythmus) es una especie de ave pelecaniforme de la familia Ardeidae. Se reproduce en China y Siberia de marzo a julio, y en Japón, de mayo a agosto. Pasa el invierno en Indonesia, Filipinas, Singapur, Laos, pasando por el resto de Asia sudoriental.

## Descripción
Es una especie pequeña, de 33 a 38 cm, con el cuello corto, el pico bastante largo y patas amarillas. El macho es de color castaño uniforme en la parte posterior, y de color de ante en la parte inferior y en las coberteras alares. La hembra y los juveniles son la castaños en todo el cuerpo, con motas blancas por encima y rayas blancas por debajo. Durante el vuelo pueden verse las plumas de vuelo y la cola negras.

## Hábitat
Su hábitat son los cañaverales. Pueden ser difíciles de ver, debido a su estilo de vida furtivo y el hábitat de cañaveral, pero tienden a emerger en la oscuridad, cuando pueden ser vistos arrastrándose casi como un gato en busca de presas.
Generalizado en toda su amplia gama, se evalúa como de «preocupación menor» en la Lista Roja de Especies Amenazadas de la UICN.